# Jeff Shaara
Jeffrey M. „Jeff” Shaara (ur. 21 lutego 1952 w New Brunswick) – amerykański pisarz i przedsiębiorca. Syn Michaela Shaary.

## Życiorys
Urodził się w stanie New Jersey, następnie przeniósł się do Tallahassee na Florydzie. Na Florida State University ukończył studia z zakresu kryminologii. Zajął się prowadzeniem własnej działalności gospodarczej w zakresie handlu monetami i metalami szlachetnymi.
Jego ojciec, Michael Shaara, za powieść The Killer Angels (Gettysburg) z 1974 otrzymał Nagrodę Pulitzera. Na jej podstawie w 1993 nakręcony został film Gettysburg. Trzy lata później Jeff Shaara zadebiutował jako pisarz powieścią Gods and Generals (Bogowie i generałowie) stanowiącą prequel dzieła jego ojca. Dwa lata później stworzył powieść The Last Full Measure (Żywi i polegli), stanowiącą trzecią powstałej w ten sposób trylogii poświęconej wojnie secesyjnej. Do napisania tych powieści miał być namawiany przez wydawców, zachęconych sukcesem filmu Ronalda F. Maxwella. Dobre przyjęcie tych książek pozwoliło na kontynuowanie kariery pisarskiej, kolejne utwory Jeffa Shaary zostały poświęcone m.in. wydarzeniom obu wojen światowych. Liczne z nich znalazły się na liście bestsellerów prowadzonej przez „The New York Times”.
W 2003 na podstawie jego debiutanckiej powieści został nakręcony film Generałowie.

## Powieści
- 1996: Gods and Generals
- 1998: The Last Full Measure
- 2000: Gone for Soldiers
- 2001: Rise to Rebellion
- 2002: The Glorious Cause
- 2004: To the Last Man
- 2006: The Rising Tide (trylogia II wojny światowej, cz. 1)
- 2008: The Steel Wave (trylogia II wojny światowej, cz. 2)
- 2009: No Less Than Victory (trylogia II wojny światowej, cz. 3)